# Wir in Bayern

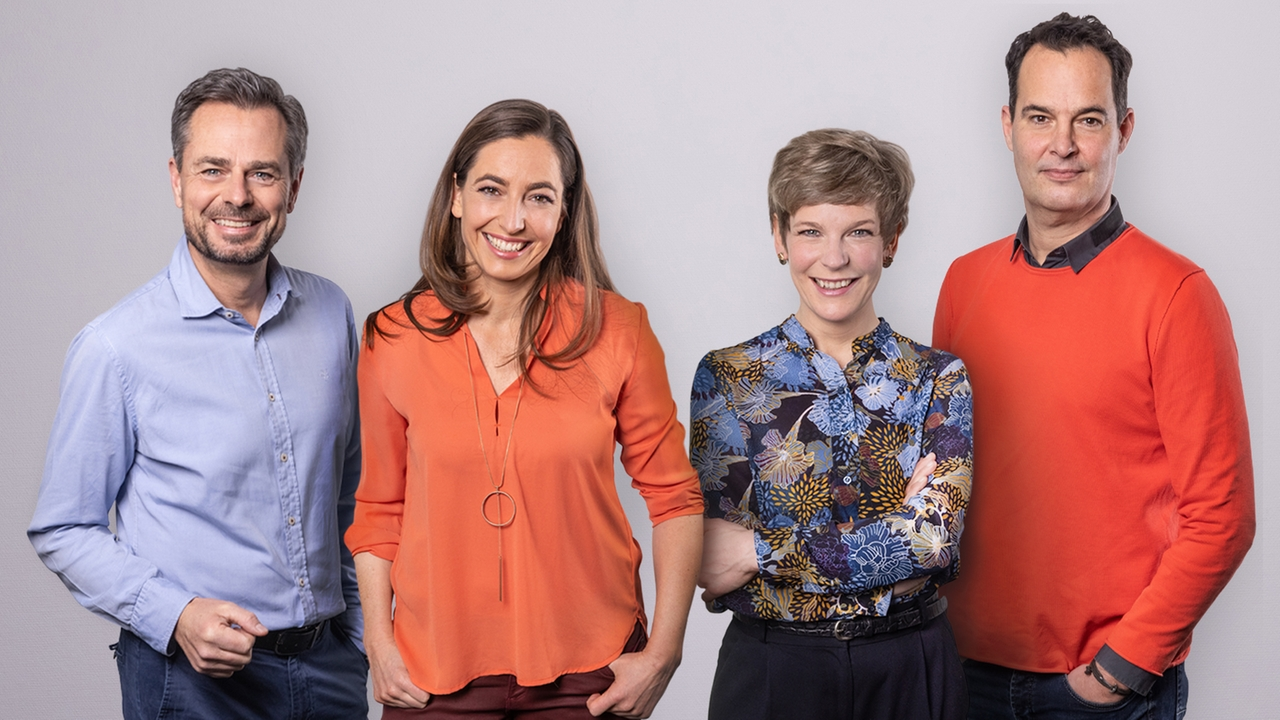
„Wir in Bayern“-Moderatoren
Von links: Michael Sporer, Andrea Lauterbach, Sandra Bouscarrut und Dominik Pöll

Wir in Bayern (früher Der Familiennachmittag) ist ein Magazin, das seit 1997 im BR Fernsehen ausgestrahlt wird.

## Geschichte
Seit dem 8. September 2003 geht Wir in Bayern immer von Montag bis Freitag live aus München-Freimann von 16:15 Uhr bis 17:30 Uhr auf Sendung. Moderiert wird die Sendung im wöchentlichen Wechsel von Michael Sporer, Dominik Pöll, Andrea Lauterbach und Sandra Bouscarrut. Im November 2009 zog der Labradorwelpe Henry ins Wohnzimmer-Studio ein und begleitete die Moderatoren bis zum 29. April 2021.
Zu den festen Bestandteilen der Sendung gehören die Reihen „Weibsbilder“, „Unbedingt“, „Ansichtskarten“ oder „Adrians G'schichtla“. Neben den Filmen gibt es in jeder Sendung Gespräche mit bayerischen Gästen bzw. Menschen mit einem besonderen Bayernbezug. Des Weiteren geben Experten praktische Tipps rund um die Themen Ausflug und Erlebnis, Auto, Digitales, Ernährungstrends, Familie und Beziehung, Gesundheit und Wellness, Grünes und Garten (Andreas Modery), Hunde, Haushalt und Recht.
Das Studio hat eine Kücheneinrichtung, in der live gekocht sowie gebacken wird. Zu den Köchen zählen unter anderen Alexander Huber, Ali Güngörmüş, Andreas Geitl und Christian Sauer.
Ein weiteres Element ist das Dialektwörter-Rätsel „Host mi?“, in dem der britische Sprachwissenschaftler Anthony Rowley der Herkunft von bayerischen Begriffen auf den Grund geht.
Seit April 2016 wird jeden Donnerstag das Gewinnspiel Bayernlos von Lotto Bayern („Die zweite Chance“) live ausgestrahlt. Dabei drehen zunächst drei Gewinner an einem Gewinnrad, das Geldbeträge zwischen 5.000 Euro und 150.000 Euro anzeigt. Außerdem gibt es auf dem Gewinnrad zwei Joker, die es dem Gewinner erlauben, ein zweites Mal zu drehen, wobei dann die erneut gewonnene Summe verdreifacht wird. Abschließend werden drei neue Gewinner aus einer Lostrommel gezogen. Zuvor war das Gewinnspiel Bayernlos von 2002 bis April 2016 in der Abendschau zu sehen.